# Kieran Lyons
Kieran Lyons (geb. 1989) ist eine australische Schachspielerin, die für Fidschi spielt. Sie trägt den FIDE-Titel einer FIDE-Meisterin der Damen (WFM).

## Leben und Karriere
2004 nahm sie erstmals für die Frauenauswahl von Fidschi an einer Schacholympiade teil. Sie erzielte dabei aus dreizehn Partien acht Punkte und erhielt für diese Leistungen im Jahre 2005 den Titel des FIDE-Meisters der Damen. Sie war damit die erste Schachspielerin des fidschianischen Verbandes, die einen FIDE-Titel erringen konnte.
In der Folge nahm sie für Fidschi auch 2006, 2008, 2012 und 2014 an Schacholympiaden der Frauen teil und erzielte eine Gesamtbilanz von 32,5 Punkten aus 56 Partien.
Sie stände an erster Stelle der Elo-Rangliste der Frauen in Fidschi, wird aber derzeit als inaktiv gelistet, da sie seit mehr als einem Jahr keine Wertungspartie mehr gespielt hat (Stand: Januar 2018).
Lyons war Mitglied im The Gap Chess Club in Brisbane, Australien.